# Шугнанское бекство
Шугнанское бе́кство (узб. Shug'non bekligi тадж. Бекигарии Шуғнон)
— административная единица в составе Бухарского эмирата на территории современного Таджикистана. Административным центром являлся Кала-и-Бар-Пяндж.

## География
В начале XX века административным центром области Шугнан был город Явурдех, расположенный на расстоянии 6 км выше по течению реки Пяндж от города Кала-и Шугнан или Бар-Пяндж и к северу от Песдеха, то есть нынешнего города Хорога.

## История
В XIX веке княжество Шугнан стало одним из полей «Большой игры» по разграничению сфер влияния российской и британской империями.
Часть Шугнана, согласно русско-английскому договору от 2 февраля (11 марта) 1895, была передана Бухарскому эмирату и стала в нём бекством, в обмен на часть бекства Дарваз, лежащей на левом берегу Пянджа (Амударьи).
Административным центром шугнанского бекства был населённый пункт Кала-и Бар-Пяндж.

## Культура
В начале XX века в Шугнане одежда, так же как и в эпоху раннего средневековья, выделывалась из шерсти и кожи. Основным предметом вывоза из Шугнана были шерстяные халаты, чулки и кожа для выделки обуви.